# Miguel Berry
Miguel Berry (Barcellona, 16 settembre 1997) è un calciatore spagnolo, attaccante del LA Galaxy.

## Carriera
Debutta in MLS il 13 maggio 2021 giocando con la maglia dei Columbus Crew l'incontro perso 2-0 contro il Toronto FC.

## Statistiche
Statistiche aggiornate al 5 marzo 2023.

### Presenze e reti nei club
| Stagione               | Squadra                | Campionato             | Campionato | Campionato | Coppe nazionali | Coppe nazionali | Coppe nazionali | Coppe continentali | Coppe continentali | Coppe continentali | Altre coppe | Altre coppe | Altre coppe | Totale | Totale | Totale |
| Stagione               | Squadra                | Comp                   | Pres       | Reti       | Comp            | Pres            | Reti            | Comp               | Pres               | Reti               | Comp        | Pres        | Reti        | Pres   | Reti   |        |
| ---------------------- | ---------------------- | ---------------------- | ---------- | ---------- | --------------- | --------------- | --------------- | ------------------ | ------------------ | ------------------ | ----------- | ----------- | ----------- | ------ | ------ | ------ |
| 2020                   | San Diego Loyal        | USLC                   | 7          | 3          |                 | -               | -               |                    | -                  | -                  |             | -           | -           | 7      | 3      |        |
| 2021                   | San Diego Loyal        | USLC                   | 7          | 3          |                 | -               | -               |                    | -                  | -                  |             | -           | -           | 7      | 3      |        |
| Totale San Diego Loyal | Totale San Diego Loyal | Totale San Diego Loyal | 14         | 6          |                 | -               | -               |                    | -                  | -                  |             | -           | -           | 14     | 6      |        |
| 2021                   | Columbus Crew          | MLS                    | 18         | 8          |                 | -               | -               | CCL                | 2                  | 0                  | CC          | 1           | 0           | 21     | 8      |        |
| gen.-lug. 2022         | Columbus Crew          | MLS                    | 16         | 2          | USOC            | 1               | 0               |                    | -                  | -                  |             | -           | -           | 17     | 2      |        |
| Totale Columbus Crew   | Totale Columbus Crew   | Totale Columbus Crew   | 34         | 10         |                 | 1               | 0               |                    | 2                  | 0                  |             | 1           | 0           | 38     | 10     |        |
| lug.-dic. 2022         | D.C. United            | MLS                    | 14         | 0          | USOC            | -               | -               |                    | -                  | -                  |             | -           | -           | 14     | 0      |        |
| 2023                   | Atlanta United         | MLS                    | 2          | 0          | USOC            | 0               | 0               |                    | -                  | -                  |             | -           | -           | 2      | 0      |        |
| Totale carriera        | Totale carriera        | Totale carriera        | 64         | 16         |                 | 1               | 0               |                    | 2                  | 0                  |             | 1           | 0           | 68     | 16     |        |

## Palmarès
- Campionato MLS: 1

LA Galaxy: 2024